# WTA Swiss Open 1990
Lo WTA Swiss Open 1990 è stato un torneo di tennis giocato sulla terra rossa. È stata la 19ª edizione del torneo, che fa parte della categoria Tier IV nell'ambito del WTA Tour 1990. Si è giocato a Ginevra in Svizzera, dal 21 al 27 maggio 1990.

## Campionesse

### Singolare
Barbara Paulus ha battuto in finale  Helen Kelesi con il punteggio di 2–6, 7–5, 7–6(3).

### Doppio
Louise Field /  Dinky Van Rensburg hanno battuto in finale  Elise Burgin /  Betsy Nagelsen con il punteggio di 5–7, 7–6(2), 7–5.